# Яковенко Яків Григорович
Яків Григорович Яковенко (рос. Яковенко Яков Григорьевич; нар. 23 жовтня 1838 — пом. 12 вересня 1890) — російський медик, військовий лікар; доктор медицини.

## Біографія
Яків Яковенко народився 23 жовтня 1838 року в родині купця. Вищу медичну освіту він здобув у Імператорському Харківському університеті. Після закінчення курсу в 1862 році зі ступенем лікаря вступив на службу полковим лікарем і ординатором в Уяздовський госпіталь, де залишався до 1871 року.
У 1871 році Яків Григорович Яковенко, по захисту дисертації, був удостоєний ступеня доктора медицини, після чого запрошений завідувачем лікарнею при Карлівському маєтку великої княгині Катерини Михайлівни.
Після восьмирічної служби в маєтку великої княгині в 1879 році Яковенко отримав місце старшого лікаря в Харківській Олександрівській лікарні, де він і працював до самої смерті.
Яковенко належить праця «О фармакологическом значении сурьмы в рвотном камне» (СПб., 1871 рік), представлена ним для здобуття ступеня доктора медицини.
Яків Григорович Яковенко помер 12 вересня 1890 року в місті Харків.